# Любомир Ганев
Любомир Евтимов Ганев е български волейболист, роден на 6 октомври 1965 г. в град Русе. Висок е 210 см. Неговият пост е диагонал на разпределителя.
От 13 март 2020 г. е президент на Българската федерация по волейбол.

## Състезателна кариера
Започва своята кариера в „Дунав Русе“. През 1983 г. завършва Спортното училище в гр. Русе. Големи заслуги за израстването на Ганев има един от треньорите му С. Тодоров.
Волейболистът се състезава седем години за „ЦСКА“, като 5 пъти е шампион на България.
От 1991 г. играе за италиански отбори – първо в „Алпитур“, а след това – в „Агридженто“, „Сполето“ и „Фано“. През последната си година като активен състезател Любо Ганев играе един сезон в гръцкия „Арис“, с който става шампион. През 1998 г. прекратява спортната си кариера и се насочва към бизнеса. 
Известен е в цял свят със силния си сервис – ударът му е със скорост 130 километра в час (скоростта е измерена в Италия). Носител е на много спортни отличия.
В мъжкия национален волейболен отбор е от 1985 до 1998 година. Носител е на бронзов медал от световното първенство във Франция през 1986 г.

## След волейбола
Първите си стъпки в бизнеса Любо Ганев прави в Италия. Докато играе там, му предлагат да стане рекламно лице на японската фирма за спортна екипировка Асикс. По-късно става представител на фирмата за България, но назначеният от него управител бяга зад граница с парите, предвидени за развитието на бизнеса, и Любо Ганев поверява проекта на свои приятели. Известно време след това волейболистът търгува с облекла за гиганти, като създава специализирани магазини „XXL“. Бил е представител и на Джимока за България. 
През 2004 г. с фирмата си Ремикс България става представител на няколко италиански фирми, специализирани в използването на газа метан за автомобилно гориво, сред които и компания за производство на компресорни станции. Извършва монтаж на станции за метан в България, зарежда автомобили, осигурява гаранционна и следгаранционна поддръжка. 
През 2010 г. 36 от общо 66-те метан станции в България са доставени и поддържани от него. Същата година започва да внася автобуси, камиони, сметопочистваща техника, които работят на метан, и е представител на 15 италиански фирми (всички свързани с метана) за България, Северна Македония, Косово, Албания, Черна гора, Сърбия, Румъния, Гърция. Твърди, че около 80% от леките автомобили на метан са с уредби, доставени от него, и планира да пуска нови станции за зареждане с метан.
От декември 2012 г. Любо Ганев си връща позицията на представител за България на Асикс и започва да осигурява екипи на националните отбори по тенис и лека атлетика.

## Светски живот
Още като волейболист в Италия, Любо Ганев води в продължение на две години телевизионно шоу в Торино. В България става водещ на предаването „Формула+“ по bTV, снима се в клипове на известни певици. През 2000 година участва в концерта „Хъшове на прощаване“, където играе Слави Трифонов в 2010 г. Често е жури в различни конкурси за „Мис“. Участва във VIP Brother 3 за една седмица, както и благотворително – в шоуто Стани богат.
Снима се в комедията Испанска муха заедно с Тодор Колев, Антон Радичев и Камен Воденичаров през 1997 г. През 2005 г. Любо Ганев партнира на Долф Лундгрен в екшъна „Механикът“, сниман в България, където се превъплъщава в ролята на руски мафиот. Следващият му филм е „Рин тин тин" – филм за Първата световна война. 
Любомир Ганев е разведен и има двама сина – Евтим и Любо.

## Филмография
- Испанска муха (1998) – Борсалино